# جيم كير (مغن مؤلف)
جيم كير (بالإنجليزية: Jim Kerr)‏ هو مغن مؤلف بريطاني، ولد في 9 يوليو 1959 في غلاسكو في المملكة المتحدة.

## وصلات خارجية
- جيم كير على موقع IMDb (الإنجليزية)
- جيم كير على موقع ميوزك برينز (الإنجليزية)
- جيم كير على موقع ميوزك برينز (الإنجليزية)
- جيم كير على موقع إن إن دي بي (الإنجليزية)
- جيم كير على موقع أول ميوزيك (الإنجليزية)
- جيم كير على موقع ديسكوغز (الإنجليزية)
- جيم كير على موقع قاعدة بيانات الفيلم (الإنجليزية)